# Yttersjö
Yttersjö är en tätort i Umeå kommun som ligger 16 km västsydväst om Umeå. 

## Historia
Skogsbruk var viktigt i bybornas ekonomi. Fram till 1970-talet fanns ett sågverk i byn. Idag utgör byn på grund av sitt relativt stadsnära läge mer en lantlig ytterförort till Umeå än en traditionell by.

### Befolkningsutveckling
Yttersjö klassades som en småort fram till 2010 då det blev en tätort tillsammans med Bösta. Den tidigare småorten Bösta motsvarar tätortens södra del och den norra delen av Yttersjö är den tidigare småorten med samma namn. År 2020 hade Yttersjö en befolkning om 518 personer och en areal om 110 hektar.
| Befolkningsutvecklingen i Yttersjö 1990–2020 | Befolkningsutvecklingen i Yttersjö 1990–2020 | Befolkningsutvecklingen i Yttersjö 1990–2020 | Befolkningsutvecklingen i Yttersjö 1990–2020 | Befolkningsutvecklingen i Yttersjö 1990–2020 |
| -------------------------------------------- | -------------------------------------------- | -------------------------------------------- | -------------------------------------------- | -------------------------------------------- |
|                                              |                                              |                                              |                                              |                                              |
| År                                           |                                              |                                              | Folkmängd                                    | Areal (ha)                                   |
| 1990                                         | 1990                                         |                                              | 144                                          | 24#                                          |
| 1995                                         | 1995                                         |                                              | 157                                          | 24#                                          |
| 2000                                         | 2000                                         |                                              | 154                                          | 23#                                          |
| 2005                                         | 2005                                         |                                              | 149                                          | 23#                                          |
| 2010                                         | 2010                                         |                                              | 384                                          | 88                                           |
| 2015                                         | 2015                                         |                                              | 442                                          | 110                                          |
| 2020                                         | 2020                                         |                                              | 518                                          | 111                                          |
| Anm.: Ny tätort 2010. # Som småort.          |                                              |                                              |                                              |                                              |

## Samhället
Byn har en förskola.